# Caroline Walker
Caroline Walker (* 15. Oktober 1953) ist eine ehemalige US-amerikanische Langstreckenläuferin.
1970 startete sie beim Trail’s End Marathon und erreichte nach 3:02:53 Stunden das Ziel. Erst Tage später erfuhr die damals 16-Jährige, dass sie damit eine Weltbestzeit aufgestellt hatte (offiziell waren Frauen damals zu Marathonläufen nicht zugelassen). 
Es sollte ihr einziger Marathon bleiben, da sie bald darauf als Studentin an der University of Oregon, wo sie von Steve Prefontaine trainiert wurde, sich auf den Crosslauf konzentrierte. Sie wurde zweimal in der Nationalmannschaft eingesetzt: 1972 wurde sie beim letzten Cross der Nationen Neunte und gewann Silber mit dem US-Team, und bei den Crosslauf-Weltmeisterschaften 1973 in Waregem kam sie auf den 30. Platz und gewann Bronze mit der Mannschaft.
Nachdem ihr Amalgamfüllungen eingesetzt wurden, litt sie an Schlafstörungen und Ohnmachtsanfällen, die erst aufhörten, als sie 1990 die Füllungen entfernen ließ. Trotzdem siegte sie 1984, 1986 und 1987 bei der Triathlon-Meisterschaft von Oregon. 1988 führte eine missglückte chiropraktische Behandlung zu einem Bandscheibenvorfall, der sie zwang, ihre sportliche Karriere zu beenden.
Nachdem sie in den 1990er Jahren Patientin und Schülerin von Dietrich Klinghardt war, praktiziert sie heute in Santa Fe alternativmedizinische Verfahren wie Neuraltherapie und Colorpunctur.